# Joop van Maurik
Joop van Maurik (Utrecht, 12 augustus 1945) is een Nederlands voormalig profvoetballer die in zijn carrière uitkwam voor onder meer Holland Sport en FC Utrecht.

## Carrière
Van Maurik begon zijn carrière in het betaalde voetbal begin jaren zestig bij Velox dat uitkwam in de eerste divisie. Hij speelde hier samen met onder andere Willem van Hanegem. Na de degradatie van Velox in 1968 naar de toenmalige tweede divisie stapte Van Maurik over naar Holland Sport dat juist net was gepromoveerd naar de eredivisie. De spits zou drie seizoenen op het hoogste niveau spelen, waarna hij in 1971 vertrekt naar HVC uit Amersfoort. Na twee seizoenen in de eerste divisie keert Van Maurik terug op het hoogste niveau. Hij tekent een contract bij FC Utrecht.
De geboren Utrechter groeide uit tot een publiekslieveling en was een van de vertegenwoordigers van het agressieve werkvoetbal dat FC Utrecht midden jaren zeventig speelde. Hij werd gezien als een krachtpatser en de vrees van alle verdedigers. In het seizoen 1974-1975 werd hij samen met Leo van Veen gedeeld clubtopscorer met 9 doelpunten. Hij speelde zijn laatste wedstrijd in de Eredivisie op 16 april 1978 in de met 1-0 gewonnen thuiswedstrijd tegen FC Den Haag, waarin de aanvaller het enige doelpunt scoorde. Van Maurik sloot zijn loopbaan in 1979 af bij FC Amsterdam. Hierna speelde hij nog voor de Utrechtse amateurclub RUC.
In 1978 begon Van Maurik een buurtkroeg in de Utrechtse wijk Oud Hoograven. Na tweeënveertig jaar sloot hij Café Engelenburgh eind 2020 en verkocht het medio 2021.

### Statistieken
| Seizoen   | Club          | Wedstrijden | Goals | Competitie     |
| --------- | ------------- | ----------- | ----- | -------------- |
| 1962-1963 | Velox         | ?           | 0     | Eerste divisie |
| 1963-1964 | Velox         | ?           | 0     | Eerste divisie |
| 1964-1965 | Velox         | ?           | 9     | Eerste divisie |
| 1965-1966 | Velox         | ?           | 15    | Eerste divisie |
| 1966-1967 | Velox         | ?           | 3     | Eerste divisie |
| 1967-1968 | Velox         | ?           | 9     | Eerste divisie |
| 1968-1969 | Holland Sport | 27          | 8     | Eredivisie     |
| 1969-1970 | Holland Sport | 31          | 10    | Eredivisie     |
| 1970-1971 | Holland Sport | 24          | 5     | Eredivisie     |
| 1971-1972 | HVC           | ?           | 8     | Eerste divisie |
| 1972-1973 | HVC           | ?           | 11    | Eerste divisie |
| 1973-1974 | FC Utrecht    | 32          | 5     | Eredivisie     |
| 1974-1975 | FC Utrecht    | 29          | 9     | Eredivisie     |
| 1975-1976 | FC Utrecht    | 28          | 4     | Eredivisie     |
| 1976-1977 | FC Utrecht    | 33          | 9     | Eredivisie     |
| 1977-1978 | FC Utrecht    | 24          | 5     | Eredivisie     |
| 1978-1979 | FC Amsterdam  | 16          | 4     | Eerste divisie |
| Totaal    |               | 244         | 59    |                |